# Linda Ulvaeus
Linda Elin Ulvaeus (Vallentuna-23 de febrero de 1973) es una cantante, compositora y actriz de teatro. Ella es la hija mayor de Björn Ulvaeus y Agnetha Fältskog, miembros del grupo sueco ABBA. Hizo su debut musical en 1980 con 7 años al grabar el álbum en sueco “Nu tändas tusen juleljus” con su madre, desde entonces ha desarrollado su carrera como actriz. En 2004 apareció como cantante de coros en el sencillo de Agnetha Fältskog "Cuando entras en la habitación".

## Carrera
Luego de disolverse el grupo ABBA en 1983 Agnetha Fältskog decidió grabar un LP con su hija. El LP, fue producido con la ayuda de Michael Tretow y consistíó en dieciocho canciones tradicionales y canciones infantiles.  Linda hizo su debut como actriz en la película de 1998 Under the Sun como Lena. Luego apareció en series de televisión en el 2000 y 2001. También ha desarrollado su carrera como actriz de teatro. Ulvaeus apareció como una voz de nuevo en el regreso de 2004 solo de su madre, "cuando entras en la habitación". En 2006, Ulvaeus volvió a la pantalla grande con el papel de Sofía en la película de 2006 Meningen alltihopa med. Ella apareció en la serie de televisión Playa del Sol en 2007.

## Vida privada

### Familia
Sus padres son Agnetha Fältskog y Björn Ulvaeus, exmiembros grupo sueco de pop ABBA. Fältskog y Ulvaeus se casaron el 6 de julio de 1971. Linda Elin Ulvaeus nació el 23 de febrero de 1973, en el Hospital Danderyd. El segundo hijo de Fältskog y Ulvaeus, Peter Christian, nació el 4 de diciembre de 1977.
Sin embargo, la pareja decidió separarse a finales de 1978, y Fältskog se mudó de su casa la noche de Navidad de 1978. En enero de 1979, la pareja solicitó el divorcio, que fue finalizado en junio de 1980. Tanto Fältskog y Ulvaeus acordaron no permitir que su matrimonio interfiriera con sus responsabilidades en ABBA.
Mientras transcurría el año 1981, Björn Ulvaeus escribió al lado de su compañero, Benny Andersson, una canción para el grupo ABBA  inspirada en Linda. La canción lleva por nombre Slipping Through My Fingers, y habla del dolor de una madre al ver a su hija crecer sin aprovechar el tiempo que avanza apresuradamente. Es Agnetha Fältskog quien interpreta en su totalidad la melodía.
ABBA se separó en 1983. Junto a su madre, Linda Ulvaeus grabó su primer álbum, “Nu tändas tusen juleljus”, a los siete años.

### Maternidad
Linda Ulvaeus tiene tres hijas con su novio Ekengren Jens. Su primera hija, Tilda Eliza Frida Ulvaeus-Ekengren nació el 27 de enero de 2001. Su segunda hija, Esther Ulvaeus-Ekengren nació en febrero de 2007 y su tercera hija, Signe, en febrero de 2010. Linda Ulvaeus vive con su familia en su propia casa en la granja de caballos de su madre en Ekerö, una isla cercana a Estocolmo.

## Filmografía

### Cine
Bajo solen (1998) como Lena
Meningen med alltihopa (2006) como Sofía.

### Televisión
Labyrinten (2000) como la enfermera
Playa del Sol (2007) como Bikinitjejen.

### Video
Blå Mandag (2001) como Anki

## Discografía
1981: “Nu tändas tusen juleljus”